# Tomáš z Perche
Tomáš z Perche (francouzsky Thomas du Perche, 1193? - 20. května 1217) byl hrabě z Perche a účastník několika významných bitev své doby.

## Život
Narodil se jako druhorozený syn Geoffroye III. a Matyldy, dcery saského vévody Jindřicha Lva a to zřejmě po otcově návratu ze Svaté země. Jeho otec o pár let později znovu vyslyšel výzvu k účasti na křížové výpravě a od roku 1201 se aktivně podílel na její přípravě. Odjezdu na výpravu se nedočkal, protože náhle onemocněl a zemřel. Správy majetku se ve jménu nezletilého syna Tomáše ujala matka a projevila značnou politickou prozíravost, když se jí podařilo udržet anglická území proti strýci Janu Bezzemkovi. Roku 1204 se znovu provdala za Enguerranda z Coucy.
Tomáš se roku 1214 zúčastnil společně s otčímem na straně francouzského krále Filipa bitvy u Bouvines a o dva roky později se na jaře 1216 společně s princem vydal do Anglie, kde probíhala vzpoura nespokojených baronů proti králi Janovi. Po nečekané smrti krále Jana se angličtí baroni rozhodli přijmout jako následníka nezletilého Jindřicha III. a vytlačit francouzské dobyvatele zpět na pevninu. Tomáš pověřený Ludvíkem vedením vojska, padl v bitvě u Lincolnu údajně rukou Viléma Maréchala, regenta mladičkého krále Jindřicha.
Jeho manželství s Helisendou z Rethelu bylo bezdětné a tak se stal jeho následníkem strýc Vilém, biskup v Châlons-en-Champagne.